# La bohème (lied)
La bohème is een hitsingle van Charles Aznavour en Jacques Plante, geschreven in 1965. Het lied vertelt het verhaal van een schilder, die nostalgisch terugdenkt aan zijn jeugd op Montmartre.

## Geschiedenis
Een tekst van Jacques Plante werd op muziek gezet door Aznavour. 
Oorspronkelijk zou La bohème gezongen worden door Georges Guétary, in de operette Monsieur Carnaval. Aznavour nam het lied echter op vóór de opvoering van de operette. Hieruit volgde een ruzie tussen beide zangers en tussen hun platenfirma's, hetgeen in der minne geregeld werd dankzij de interventie van Frédéric Dard, geholpen door het succes van de platenverkoop van beide artiesten.
Aznavour scoorde een internationale hit met La bohème. Het lied bereikte de nummer 1 in de Franse hitparade en de top 10 in de hitlijsten van onder meer Argentinië en Brazilië. Aznavour bracht vervolgens ook een Engelse, Duitse, Italiaanse, Spaanse en Portugese versie uit.

## Hernemingen
Duetten : 
- In 1999, met Muriel Robin op een album van Les Enfoirés: Dernière Édition avant l'an 2000.
- In 1999, met de groep Trio Esperança op het album Nosso Mundo en onder de titel Uma Bela História, een versie in het Braziliaans en het Frans.
- In 2008, met de zangeres Concha Buika op het album Niña de Fuego en onder de titel La Bohemia, in het Spaans.
- In 2017, met de Algerijnse zanger Idir, op het album Ici et ailleurs, in het Kabylisch.[1]

## Covers
- Dubstar zette een Engelstalige versie op plaat bij hun single "No More Talk" (1997).
- Mafalda Arnauth, een Portugese fadozangeres, nam een versie op voor haar vierde album Diário (2005).
- Nicolas Jaar gebruikt een herinterpretatie in vele van zijn livesets.
- André van Duin zong een Nederlandstalige versie bij De Wereld Draait Door (2020).
- In het programma Even tot hier werd in een parodie ("Achter de schermen") over de mistanden bij Matthijs van Nieuwkerk en Khadija Arib gezongen (2022).

## Hitnoteringen

### NPO Radio 2 Top 2000
In 2021 was La Bohème de hoogste nieuwkomer in de Top 2000, mede door de aandacht die in Chansons! is besteed aan het Franse lied.

| Nummer met noteringen in de NPO Radio 2 Top 2000 | '21 | '22 | '23 | '24 |
| ------------------------------------------------ | --- | --- | --- | --- |
| La bohème                                        | 278 | 315 | 364 | 355 |

1. ↑  Een vetgedrukt getal geeft de hoogste notering aan.
2. ↑  2021 was het eerste jaar met een notering voor dit nummer.

### Evergreen Top 1000
| Evergreen Top 1000 "La Boheme - Charles Aznavour" | Evergreen Top 1000 "La Boheme - Charles Aznavour" | Evergreen Top 1000 "La Boheme - Charles Aznavour" | Evergreen Top 1000 "La Boheme - Charles Aznavour" | Evergreen Top 1000 "La Boheme - Charles Aznavour" | Evergreen Top 1000 "La Boheme - Charles Aznavour" | Evergreen Top 1000 "La Boheme - Charles Aznavour" | Evergreen Top 1000 "La Boheme - Charles Aznavour" | Evergreen Top 1000 "La Boheme - Charles Aznavour" | Evergreen Top 1000 "La Boheme - Charles Aznavour" | Evergreen Top 1000 "La Boheme - Charles Aznavour" | Evergreen Top 1000 "La Boheme - Charles Aznavour" | Evergreen Top 1000 "La Boheme - Charles Aznavour" | Evergreen Top 1000 "La Boheme - Charles Aznavour" | Evergreen Top 1000 "La Boheme - Charles Aznavour" | Evergreen Top 1000 "La Boheme - Charles Aznavour" | Evergreen Top 1000 "La Boheme - Charles Aznavour" |
| Jaar                                              | 2008                                              | 2009                                              | 2010                                              | 2011                                              | 2012                                              | 2013                                              | 2014                                              | 2015                                              | 2016                                              | 2017                                              | 2018                                              | 2019                                              | 2020                                              | 2021                                              | 2022                                              | 2023                                              |
| ------------------------------------------------- | ------------------------------------------------- | ------------------------------------------------- | ------------------------------------------------- | ------------------------------------------------- | ------------------------------------------------- | ------------------------------------------------- | ------------------------------------------------- | ------------------------------------------------- | ------------------------------------------------- | ------------------------------------------------- | ------------------------------------------------- | ------------------------------------------------- | ------------------------------------------------- | ------------------------------------------------- | ------------------------------------------------- | ------------------------------------------------- |
| Positie                                           | 736                                               | 803                                               | 792                                               | 792                                               | 709                                               | 295                                               | -                                                 | 224                                               | 363                                               | 374                                               | 152                                               | 270                                               | 67                                                | 23                                                | 30                                                | 42                                                |